# Zimà Iújnaia
Zimà Iújnaia (en rus: Зима Южная) és un poble (un possiólok) del krai de Primórie, a l'Extrem Orient de Rússia, que en el cens del 2010 tenia 470 habitants.